# Þórisjökull
Le Þórisjökull est un glacier d'Islande, d'une superficie de 32 km2 et long de 1 350 m, situé entre le glacier Langjökull dont il fut une partie autrefois et le volcan Ok. 
La Kaldidalsvegur qui est une des routes traversant les Hautes Terres d'Islande passe par la vallée entre l'Ok et le Þórisjökull.